# Vollrath Lübbe
Vollrath Lübbe (* 4. März 1894 in Klein Lunow, Mecklenburg; † 4. April 1969 in Hannover) war ein deutscher Generalleutnant im Zweiten Weltkrieg.

## Leben
Lübbe trat am 20. März 1912 aus dem Sächsischen Kadettenkorps kommend als Fähnrich in das 4. Infanterie-Regiment „Großherzog Friedrich II. von Baden“ Nr. 103 in Bautzen ein. Nach seiner Kommandierung an die Kriegsschule Hersfeld erhielt er am 24. Februar 1914 die Beförderung zum Leutnant.
Den Ersten Weltkrieg erlebte Lübbe als Zugführer mit seinem Regiment an der Westfront. Dort wurde er am 18. August 1917 Oberleutnant. Nach Kriegsende, Rückführung in die Heimat und Demobilisierung wurde er am 1. Oktober 1919 in das 23. Reichswehr-Infanterie-Regiment versetzt. Ein Jahr später kam er in das 10. (Sächsisches) Infanterie-Regiment nach Dresden. Hier sollte er bis Ende März 1925 Dienst versehen. Mit seiner Beförderung zum Hauptmann am 1. April 1925 versetzte man Lübbe als Chef der Minenwerfer-Kompanie zum 9. (Preußisches) Infanterie-Regiment nach Potsdam. Als Major (seit 1. Mai 1934) kam Lübbe am 1. Januar 1935 an die Infanterieschule nach Dresden, wo er bis 31. August 1937 als Taktiklehrer tätig war. Zwischenzeitlich am 1. Oktober 1936 zum Oberstleutnant befördert, übernahm er als solcher am 1. September 1937 das I. Bataillon des Infanterie-Regiments 103. Darauf folgte am 1. Oktober 1938 die Ernennung zum Kommandeur des Kavallerie-Schützen-Regiments 13 der 5. Panzer-Division.
Mit seinem Verband nahm er mit dem Beginn des Zweiten Weltkriegs am Polen-, West- und Balkanfeldzug teil. Ab 1941 diente Lübbe als Kommandeur der 2. Schützen-Brigade, später 2. Panzer-Grenadier-Brigade, im Deutsch-Sowjetischen Krieg. Am 5. September 1942 wurde er zunächst mit der Führung der 2. Panzer-Division beauftragt, am 1. Oktober zum Generalmajor befördert und schließlich am 20. Oktober 1942 zum Divisionskommandeur ernannt. Vom 1. Februar bis 5. April 1944 befand sich Lübbe in der Führerreserve und wurde im Anschluss Kommandeur der 81. Infanterie-Division bis 1. Juli 1944. Krankheitsbedingt kam er dann ein weiteres Mal in die Führerreserve, um ab 9. Oktober 1944 die 462. Volksgrenadier-Division und ab November die 49. Infanterie-Division zu kommandieren. Ab Ende Dezember übernahm Lübbe das Kommando über die 433. Infanterie-Division. Er wurde im Februar 1945 an der Oderfront verwundet und geriet bei Kriescht in sowjetische Kriegsgefangenschaft.
Seine Haft führte ihn nach Krasnogorsk in das Kriegsgefangenenlager 27, nach Cerny ins Kriegsgefangenenlager 48, sowie in die Moskauer Gefängnisse Nr. 1 und 2. und andere. Erst 1955 wurde er aus der Kriegsgefangenschaft entlassen und konnte nach Deutschland zurückkehren.

## Auszeichnungen
- Eisernes Kreuz (1914) II. und I. Klasse[1]
- Verwundetenabzeichen (1918) in Schwarz[1]
- Ritterkreuz II. Klasse des Albrechts-Orden mit Schwertern[1]
- Ritterkreuz II. Klasse des Ordens vom Zähringer Löwen mit Schwertern[1]
- Mecklenburgisches Militärverdienstkreuz I. Klasse[1]
- Deutsches Kreuz in Gold am 6. März 1943[2]
- Ritterkreuz des Eisernen Kreuzes am 17. August 1943[2]